# Nguyễn Tiến Hưng
Nguyễn Tiến Hưng (sinh 1935) là tiến sĩ kinh tế, nguyên là Tổng trưởng Bộ Kế hoạch của Chính phủ Việt Nam Cộng hòa kiêm cố vấn của tổng thống Nguyễn Văn Thiệu, hiện là giáo sư tại Đại học Howard (Washington, D.C., Hoa Kỳ). Ông cũng là tác giả ba cuốn sách thuộc loại bán chạy nhất (best seller) là Hồ sơ mật Dinh Độc Lập (The Palace File, 1986), Khi đồng minh tháo chạy (2005) và Tâm tư tổng thống Thiệu (2010).

## Tiểu sử
Tiến sĩ Nguyễn Tiến Hưng sinh ngày 1 tháng 11 năm 1935 tại Thanh Hóa trong một gia đình có truyền thống Công giáo. Gia đình ông đã từng sống qua thời Cải cách ruộng đất tại miền Bắc. Ông là con trai của Chánh Phi, một nhân vật nổi tiếng của huyện Nga Sơn, tỉnh Thanh Hóa. Hiện nay ngôi nhà gốc của ông là Trụ sở của Ủy ban nhân dân xã Nga Điền.
Năm 1957, ông sang Hoa Kỳ và theo học ngành kinh tế tại Đại Học Virginia từ năm 1958 và tốt nghiệp tiến sĩ năm 1965 . Sau đó ông làm phụ giảng tại vài trường đại học tại Hoa Kỳ. Từ 1966 đến 1970, ông là chuyên gia kinh tế của Quỹ tiền tệ quốc tế.
Sau khi về nước, ông nắm giữ những chức vụ quản lý kinh tế quan trọng thuộc chế độ Đệ Nhị Cộng hòa: Phụ tá Tổng thống về Tái thiết (1971-1973); Tổng trưởng Kế hoạch và phát triển (1973-1975).
Năm 1972, ông đề nghị sáng kiến hòa bình "Nam-Bắc Hiệp Thương" với một mô hình thương mại giống như giữa Đông và Tây Đức lúc đó, giúp hai miền Việt Nam hòa giải bằng cách hiệp thương với nhau để dần dần tiến tới thống nhất trong hòa bình và được báo Washington Post dành cả một trang để đăng lại đề nghị này vào ngày 29 tháng 9 năm 1972 .
Ngày 14 tháng 4 năm 1975, Tổng thống Nguyễn Văn Thiệu phái ông cùng Ngoại trưởng Vương Văn Bắc và Đại sứ Trần Kim Phượng đi Mỹ cầu viện lần cuối cùng. Nhưng do tình hình quân sự biến chuyển, suy sụp quá mau chóng, cuộc vận động không thành nên sau khi chính quyền Việt Nam Cộng hòa tan rã, ông đã ở lại Mỹ và góp phần vận động để giúp người Việt tị nạn được nhận định cư vào Mỹ.
Trong thập niên 1990, ông làm cố vấn cho Quỹ tiền tệ quốc tế (IMF) và Ngân hàng Thế giới (WB) về nhiều dự án chuyển đổi kinh tế và xóa đói giảm nghèo, trong đó có dự án Ngân hàng Lưu động - Bank on Wheels giúp đỡ nông dân nghèo trên các miền đồi núi tại Việt Nam sau Đổi mới .
Năm 1994 ông là chuyên gia kinh tế của WB được cử sang Việt Nam đào tạo cán bộ cho ngành ngân hàng.
Hiện nay, ông là Giáo sư bộ môn kinh tế học tại Đại học Howard tại thủ đô Washington D.C. của Hoa Kỳ.
Ngoài sách viết về lịch sử-chính trị Việt Nam, ông còn viết vài tác phẩm về kinh tế.

## Khảo cứu về lịch sử Việt Nam
Là người nắm hồ sơ, văn thư mật liên quan đến cam kết giữa hai tổng thống Mỹ-Việt, tác giả đã công bố những hồ sơ này để minh chứng sự phản bội của Hoa Kỳ (qua những nhân sự cầm quyền) đối với "đồng minh" Nam Việt Nam, dẫn tới kết thúc của Việt Nam Cộng hoà qua biến cố 1975.
Năm 1986, ông cùng với ông Jerrold L. Schecter (cựu chủ biên ngoại giao Tuần báo Time và nguyên Phụ tá Giám đốc Báo chí Nhà Trắng, và Phát ngôn viên của Hội đồng An ninh Quốc gia Hoa Kỳ) viết và xuất bản cuốn The Palace File do Harper & Row Publishers phát hành, và sau đó được Cung Thúc Tiến và Nguyễn Cao Đàm dịch ra tiếng Việt thành Hồ sơ mật Dinh Độc Lập , đã được dư luận chính giới và báo chí quốc tế lúc đó chú trọng đến và khen ngợi giá trị cuốn sách. Ngoại trưởng Hoa Kỳ lúc đó là George Schultz (thời tổng thống Ronald Reagan) và tờ báo uy tín New York Times đưa cuốn này vào danh sách các tài liệu mà chính giới và ứng cử viên tổng thống Hoa Kỳ cần phải đọc .
Năm 2005, ông cho phát hành tiếp cuốn sách Khi đồng minh tháo chạy. Trong khi cuốn Hồ sơ mật Dinh Độc Lập được chú trọng viết cho độc giả người nước ngoài, nhất là những người trong chính quyền, báo giới Mỹ, các nhà nghiên cứu lịch sử và viết về những bí ẩn của cuộc hòa đàm Paris 1973, trong đó phần chính yếu công bố 31 bức mật thư của các tổng thống Mỹ Gerald Ford, Richard Nixon gửi cấp lãnh đạo Việt Nam Cộng hòa, thì cuốn Khi đồng minh tháo chạy được viết căn bản là cho độc giả người Việt và thuật lại những biến chuyển trong giai đoạn cuối cùng của chính thể Việt Nam Cộng hòa. Theo lời tác giả, ông đã bỏ hai năm nghỉ không ăn lương giáo sư để hoàn thành  sách Khi đồng minh tháo chạy này dựa vào một phần cuốn Hồ sơ mật Dinh Độc Lập vào những tư liệu, nghiên cứu thêm và 53 cuộc phỏng vấn những nhân vật trọng yếu trong mười năm qua. Cũng theo ông: "Cuốn sách này không đề cập tới toàn bộ những lý do đã dẫn tới sự sụp đổ của Việt Nam Cộng hòa. Đây chỉ là một cố gắng thuật lại cho trung thực những gì mình đã mắt thấy tai nghe, và những gì đã tìm hiểu được để chia sẻ với đồng hương về một chương lịch sử quan trọng của đất nước, đồng thời đúc kết lại những bài học cho các thế hệ mai sau..." . Cuốn sách được đánh giá là có lối hành văn trong sáng, theo lối kể chuyện, tiết lộ nhiều tài liệu mật về quan hệ bang giao Việt-Mỹ trong chiến tranh Việt Nam và đã gây dư luận rất lớn cũng như nhiều tranh luận trong cộng đồng người Việt.
Năm 2010, ông tiếp tục cho ra mắt quyển sách thứ 3 mang tên Tâm tư tổng thống Thiệu gây rất nhiều sự chú ý từ dư luận và được độc giả nhiệt liệt đón nhận.